# 13-й отдельный гвардейский танковый полк прорыва
13-й отдельный гвардейский тяжелый танковый Уманьский Краснознаменный ордена Александра Невского полк — воинское подразделение Вооружённых сил СССР в Великой Отечественной войне.
Сокращённое наименование — 13-й гв. оттп.

## Формирование и организация
Сформирован в октябре 1942 г. на основании Директивы Народного Комиссариата Обороны № 1104913 от 12.10.1942 г. в Московском АБТ Центре (Костерово — Ногинск) на базе 34-й тбр.
13 февраля 1944 г. Директивой ГШКА № Орг/3/305512 от 13.02.1944 г. переформирован в 13-й гв. тяжелый танковый полк.

## Подчинение
В составе действующей Армии:
с 17.12.1942 по 12.02.1943
с 01.04.1943 по 29.10.1943
с 15.02.1944 по 23.05.1944
с 11.07.1944 по 16.11.1944
с 19.12.1944 по 11.05.1945
| Дата            | Фронт (округ) | Армия    | Корпус | Дивизия | Бригада | Примечания |
| --------------- | ------------- | -------- | ------ | ------- | ------- | ---------- |
| 01.12.1942 года | МВО           |          |        |         |         |            |
| 01.01.1943 года | КлФ           | 3 уд. А  |        |         |         |            |
| 01.02.1943 года | КлФ           | 3 уд. А  |        |         |         |            |
| 01.03.1943 года | МВО           | -        |        |         |         |            |
| 01.04.1943 года | РГК           | -        |        |         |         |            |
| 01.05.1943 года | БрФ           | -        |        |         |         |            |
| 01.06.1943 года | БрФ           | -        |        |         |         |            |
| 01.07.1943 года | БрФ           | -        |        |         |         |            |
| 01.08.1943 года | БрФ           | 3 А      |        |         |         |            |
| 01.09.1943 года | БрФ           | 3 А      |        |         |         |            |
| 01.10.1943 года | БрФ           | 3 А      |        |         |         |            |
| 01.11.1943 года | РГК           | -        |        |         |         |            |
| 01.12.1943 года | МВО           | -        |        |         |         |            |
| 01.01.1944 года | МВО           | -        |        |         |         |            |
| 01.02.1944 года | МВО           | -        |        |         |         |            |
| 01.03.1944 года | 2 УФ          | 2 ТА     |        |         |         |            |
| 01.04.1944 года | 2 УФ          | 2 ТА     |        |         |         |            |
| 01.05.1944 года | 2 УФ          | 2 ТА     |        |         |         |            |
| 01.06.1944 года | РГК           | -        |        |         |         |            |
| 01.07.1944 года | МВО           | -        |        |         |         |            |
| 01.08.1944 года | 2-й ПФ        | 10 гв. А |        |         |         |            |
| 01.09.1944 года | 2-й ПФ        | 10 гв. А |        |         |         |            |
| 01.10.1944 года | 2-й ПФ        | 10 гв. А |        |         |         |            |
| 01.11.1944 года | 2-й ПФ        | 10 гв. А |        |         |         |            |
| 01.12.1944 года | МВО           | -        |        |         |         |            |
| 01.01.1945 года | 1-й УФ        | 4 ТА     |        |         |         |            |
| 01.02.1945 года | 1-й УФ        | 4 ТА     |        |         |         |            |
| 01.03.1945 года | 1-й УФ        | 4 ТА     |        |         |         |            |
| 01.04.1945 года | 1-й УФ        | 4 гв ТА  |        |         |         |            |
| 01.05.1945 года | 1-й УФ        | 4 гв ТА  |        |         |         |            |

## Боевой и численный состав полка
Сформирован по штату № 010/266.
Директивой ГШКА № Орг/3/305512 от 13.02.1944 г. переведен на штат № 010/460 (танки ИС-2).
По штату полк состоял из четырех танковых рот (в каждой по 5 машин), роты автоматчиков, роты технического обеспечения, взвода управления, саперного и хозяйственного взводов и полкового медицинского пункта (ПМП).
Каждый полк должен был иметь 90 офицеров, 121 человек сержантского состава и 163 человек рядового состава. Всего — 374 человека личного состава и 21 танк ИС 2, включая танк командира, 3 английских БТР «Универсал» и 1 БА-64.
Численный состав:
| дата       | объединение | Личный состав | Типы танков (исправных/неисправных) | Всего | Примечание                        |
| 14.12.1942 | КлФ         | 215           | 21 КВ                               | 21    | ЦАМО РФ. ф. 38, оп. 11373, д. 150 |
| 31.03.1943 | БрФ         | 260           | 21 КВ                               | 21    | ЦАМО РФ. ф. 38, оп. 11373, д. 150 |

## Командный состав полка
Командиры полка
Галкин Владимир Александрович, подполковник, с 00.11.1942 — 00.01.1943
Гришин Николай Степанович, полковник, 00.02.1943 — 00.09.1944
Еремин Владимир Дмитриевич, полковник (08.10.1944 погиб в бою — ОБД)
Красных Василий Степанович, подполковник, 05.11.1944 — 06.12.1944
Гилев Иван Васильевич, подполковник, на 01.45
Начальники штаба полка
Заместитель командира полка по строевой части
Заместитель командира полка по технической части
Заместитель командира по политической части
Тарасов Иван Павлович, подполковник, на 07.43

## Награды и наименование
| Награда                           | Дата                                                         | За что получена |
| --------------------------------- | ------------------------------------------------------------ | --- |
| Почётное звание«Гвардейский»      | Директивой ГШКА № Орг/3/305512 от 13.02.1944                 | При формировании |
| Почетное наименование «Уманьский» | Приказ Верховного Главнокомандующего 10 марта 1944 года № 82 | В ознаменование одержанной победы наиболее отличившиеся в боях соединения и части представить к Присвоению наименования «Уманских» и к награждению орденами.       |
| Орден Красного Знамени            | Указ Президиума ВС СССР от 19.02.1945                        | За образцовое выполнение заданий командования в боях с немецкими захватчиками, за овладение городом Пиотркув (Петроков) и проявленные при этом доблесть и мужество |
| Орден Александра Невского         | Указ Президиума ВС СССР от 04.06.1945                        | За образцовое выполнение заданий командования в боях с немецкими захватчиками при освобождении города Праги и проявленные при этом доблесть и мужество             |

## Отличившиеся воины
| Награда | Ф.И.О                          | Должность               | Звание            | Дата награждения и номер документа награждении | Примечания |
| ------- | ------------------------------ | ----------------------- | ----------------- | ---------------------------------------------- | ---------- |
|         | Галкин, Владимир Александрович | командир полка          | гвардии полковник | 24 мая 1945 года                               |            |
|         | Лядов, Иван Григорьевич        | заряжающий орудия танка | гвардии сержант   | 10 апреля 1945 года                            |            |
|         | Андреев, Анатолий Михайлович   | командир танка          | гвардии лейтенант | 10 апреля 1945 года                            |            |